# Chorwacja na Zimowych Igrzyskach Paraolimpijskich 2010
Reprezentacja Chorwacji na Zimowe Igrzyska Paraolimpijskie 2010 liczyła czworo zawodników. Wszyscy oni wystartowali w narciarstwie alpejskim.

## Kadra

### Narciarstwo alpejskie

#### Mężczyźni
- Mario Dadic - osoby stojące
- Zlatko Pesjak - osoby stojące
- Dino Sokolovic - osoby na wózkach

#### Kobiety
- Nikolina Santek - osoby niewidome